# Umbra (malarstwo)

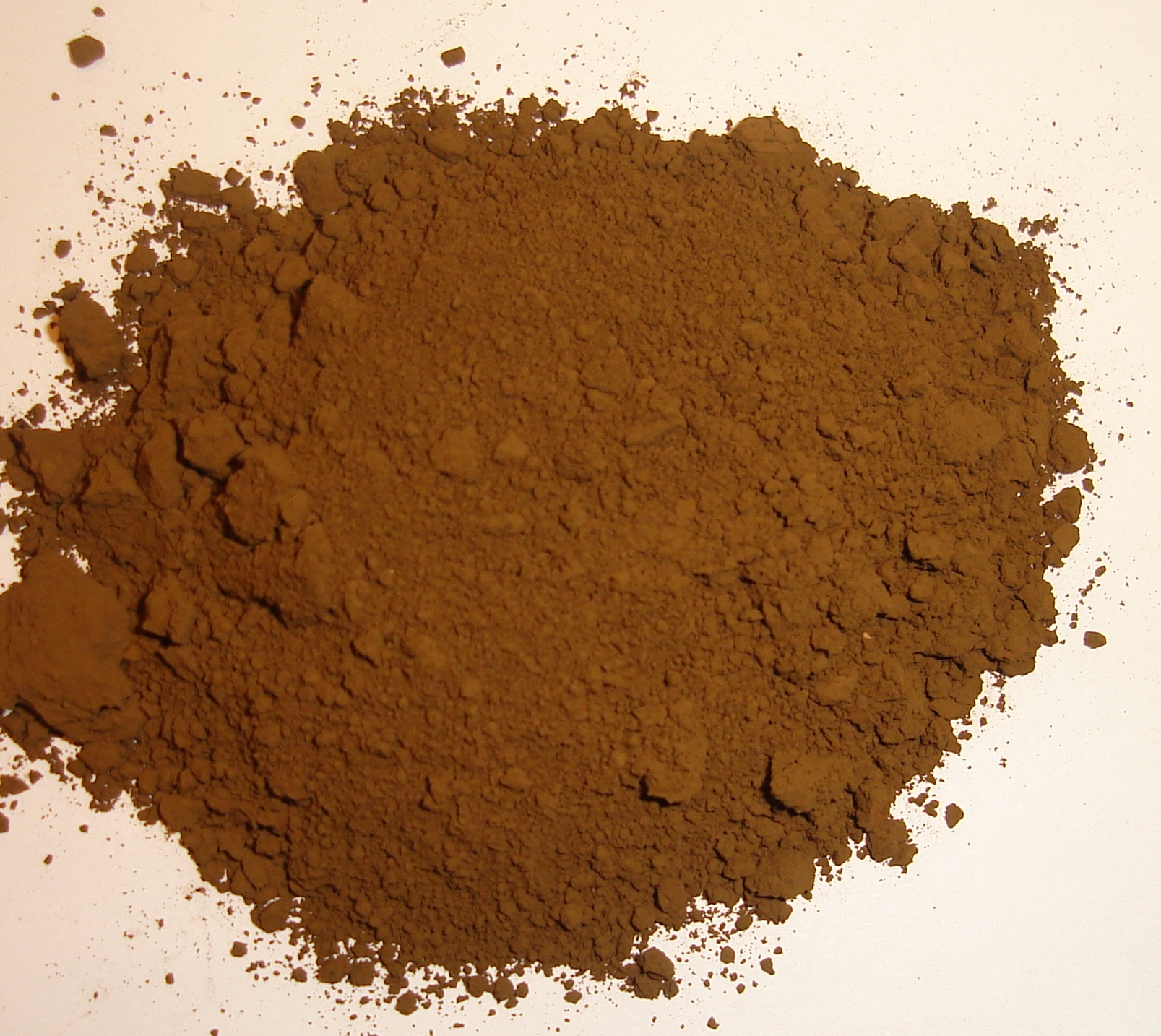
Naturalna umbra

Umbra – naturalny półlaserunkowy pigment używany w malarstwie, zbliżony do ugru i sieny. Składa się głównie z czerwonego iłu. Zawiera dwutlenek manganu, tlenek żelaza, a także tlenki krzemu, magnezu  i glinu. Uzyskiwany jest przez pławienie i mielenie skały.  W malarstwie stosowana jest również otrzymywana przez wyprażanie nieco ciemniejsza, czerwonawa umbra palona. Własności obu odmian umbry pozwalają na ich zastosowanie w niemal wszystkich technikach malarskich ze względu na ich trwałość.  Umbra znana jest od dawna, ale powszechnie stosuje się ją od XV wieku.  Producentami  umbry są głównie Cypr, Anglia, Francja, Niemcy i Ameryka.